# Clyde Tolson
Clyde Tolson (22. května 1900, Laredo, Missouri – 14. dubna 1975) byl právník pracující na Ministerstvu války USA a od roku 1927 u FBI na pobočkách v Bostonu a Washingtonu D.C.

## Život

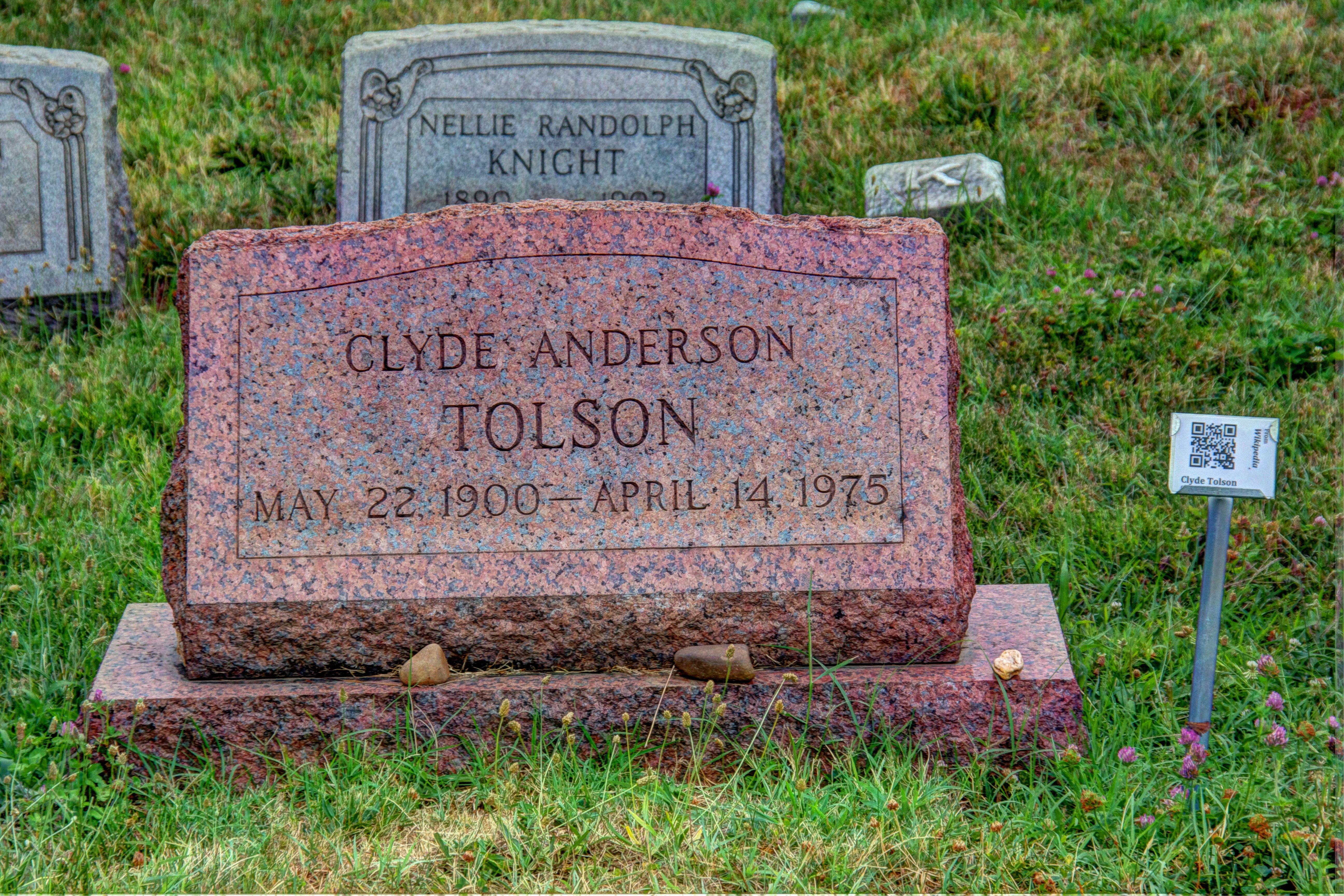
Náhrobek na Kongresovém hřbitově

Od roku 1930 až do 2. května 1972 působil jako zástupce ředitele FBI J. Edgar Hoovera, se kterým si byl velmi blízký.
Roku 1936 byl u zatčení bankovního lupiče Alvina Karpise, krátce nato byl i u zatýkání gangstera Harryho Brunetta. V roce 1942 byl přítomen u zatýkání nacistických špiónů na Long Islandu a Floridě (Operace Pastorius).
V roce 1964 dostal mrtvici[nepřesný odkaz]. O dva roky později mu v roce 1966 prezident USA Lyndon Johnson udělil zlatou medaili za výkon federální civilní služby.
Od 2. května 1972 do 3. května 1972 dočasný ředitel FBI.

Po smrti svého přítele J. Edgara Hoovera zdědil jeho majetek ve výši 551 000 amerických dolarů a přestěhoval se do jeho domu; byl to on, kdo přijímal americkou vlajku zavěšenou na Hooverově rakvi. Tolsonův hrob se nachází několik yardů od Hooverova hrobu na Kongresovém hřbitově ve Washingtonu D.C.